# Chromadorissa bulbosa
Chromadorissa bulbosa är en rundmaskart som först beskrevs av Grimma 1876.  Chromadorissa bulbosa ingår i släktet Chromadorissa och familjen Chromadoridae. Inga underarter finns listade i Catalogue of Life.